# Un grosso affare
Un grosso affare (A Few Quick Ones) è una raccolta di racconti del 1959 dello scrittore inglese P. G. Wodehouse. Un grosso affare è anche il titolo di un racconto della raccolta.

## Storia editoriale
Un grosso affare è una raccolta di dieci racconti di P. G. Wodehouse pubblicata in volume per la prima volta negli Stati Uniti il 13 aprile 1959 dalla casa editrice Simon & Schuster e nel Regno Unito il 26 giugno 1959 da Herbert G. Jenkins. Il titolo originale del volume (A Few Quick Ones) deriva dall'espressione idiomatica informale inglese "a quick one" che si riferisce al veloce consumo di una bevanda alcolica, l'equivalente in italiano di "un bicchierino", "un goccetto". 
Tutti i racconti erano apparsi in precedenza fra 1940 e il 1959 su varie riviste del Regno Unito (UK) e degli Stati Uniti (USA). Protagonisti e temi dei racconti sono familiari ai lettori di Wodehouse: quattro racconti hanno per protagonisti membri del Drones Club (due racconti con Freddie Widgeon e due con Bingo Little), due storie di golf sono narrate come le precedenti dal Socio più anziano (Oldest member), due racconti sono narrati in prima persona da Mr. Mulliner, un racconto appartiene alla saga "Jeeves e Bertie Wooster" e un racconto ha per protagonista Stanley Featherstonehaugh Ukridge.
Le traduzioni in italiano della raccolta sono state due, e con titoli diversi: dalla Federico Elmo Editore nel 1962 col titolo Qualche storia spiccia nella traduzione di Sario Agnati e, più di recente, dalla  casa editrice Guanda col titolo Un grosso affare nella traduzione di Dolores Musso

## Racconti
- La lotteria dei grassoni (The Fat of the Land)
- Il concorrente (Scratch Man)
- L'approccio giusto (The Right Approach)
- Jeeves fa una frittata (Jeeves Makes an Omelette)
- Una parola al momento opportuno (The Word in Season)
- Un grosso affare (Big Business)
- Lasciate fare ad Algy (Leave it to Algy)
- Campane a festa per Walter (Joy Bells for Walter)
- Briciole di carità (A Tithe for Charity)
- Oofy, Freddie e una società davvero cospicua (Oofy, Freddie and the Beef Trust)

### Edizioni
- (EN) A Few Quick Ones, 1ª ed., New York, Simon & Schuster, 1959.
- (EN) A Few Quick Ones, 1ª ed., London, H. Jenkins, 1959.
- Qualche storia spiccia, traduzione di Sario Agnati, Milano, F. Elmo, 1962.
- Un grosso affare, traduzione di Dolores Musso, Parma, U. Guanda, 2007, ISBN 978-88-8246-032-7.

### Fonti critiche
- (EN) Nigel Cawthorne, A Brief Guide to Jeeves and Wooster, London, Constable & Robinson, 2013, ISBN 978-1-78033-824-8.
- (EN) Daniel H. Garrison, Who's Who in Wodehouse, nuova edizione aggiornata e ampliata, London, Constable & Robinson, 1991  [1989], ISBN 1-55882-087-6.
- (EN) Eileen McIlvaine, Louise S. Sherby e James H. Heineman, P. G. Wodehouse: A Comprehensive Bibliography and Checklist, New York, James H. Heineman Inc., 1990, ISBN 978-0-87008-125-5.